# 페메

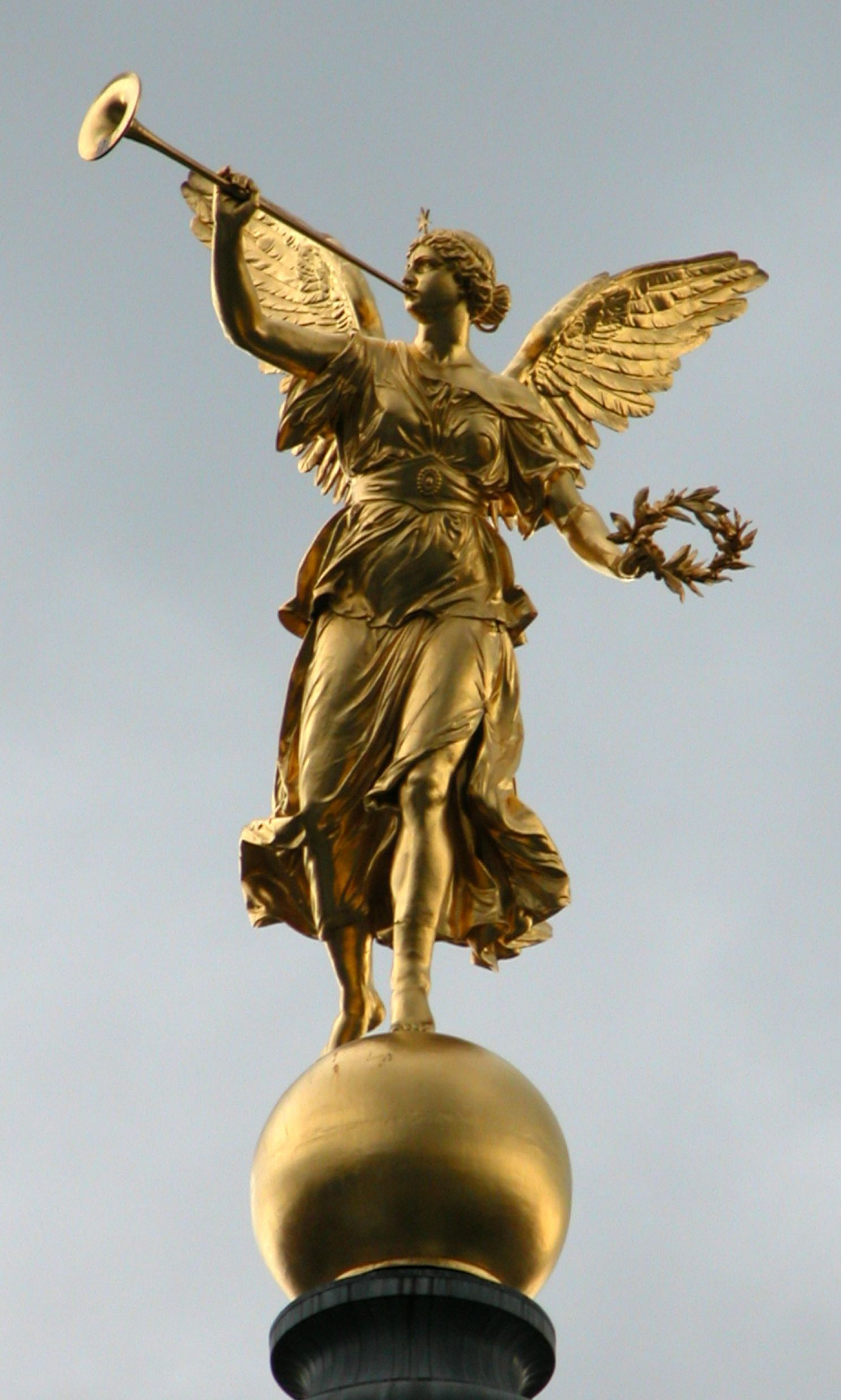
드레스덴 미술대학교 지붕에 위치한 페메 동상

페메(그리스어: Φήμη)는 그리스 신화의 여신이다. 소문 (fame)이나 명성을 인격화한 여신으로, 좋은 소문을 좋아하고 나쁜 소문에 분개한다. 가이아 또는 엘피스의 딸이다. "대화를 시작하게 발전시키는 여성"으로 묘사되어 있으며, 아테네에 성전이 있었다. 페메는 신들과 인간의 다양한 일들을 들여다보고들은 것을 처음에는 속삭임에서 점차적으로 큰 소리로 말하고 모두가 알 때까지 그것을 반복한다.
로마 신화에서는 파마(Fama)에 해당한다. 또한 파마는 1,000개의 창문이 있는 집에 살고 있고, 세계에서 이야기하는 것을 들었던 것으로 알려졌다.

## 같이 보기
- 이리스